# Peter Odemwingie
Peter Odemwingie est un footballeur international nigérian né le 15 juillet 1981 à Tachkent (Union soviétique) qui évoluait au poste d'attaquant.

## Biographie
Né d'un père nigérian et d'une mère russe en Ouzbékistan où ses parents étaient étudiants en médecine, il est élevé en Russie, et habite au Nigeria entre 1983 et 1989.
Formé au CSKA Moscou, il repart, à 18 ans au Nigeria pour retrouver ses origines. En 2000, il signe au Bendel Insurance.
Cette expérience lui réussit tellement qu'après 10 matchs, il a marqué 9 buts et se voit appelé pour la première fois en équipe nationale juste avant la Coupe du monde 2002.
Désireux de découvrir de nouveaux horizons et de s'affirmer dans les meilleurs championnats européens, il s'envole pour la Belgique, où, après un essai infructueux à Anderlecht, il pose ses valises à La Louvière. Il remporte la Coupe de Belgique en 2003 avec ce club et fait ses premiers pas en Coupe de l'UEFA la saison suivante contre Benfica. Il marque le seul but des siens, le premier (et dernier) but de l'histoire de la RAA Louviéroise en Coupe d'Europe. Ses performances lors de la Coupe d'Afrique des nations de football en 2004 et en championnat de Belgique l'amènent à signer un contrat au LOSC, en août 2004.
Auteur d'une vingtaine de buts avec le LOSC (2004-2005, 4 buts en L1; 2005-2006, 14 buts en L1 et 1 but en C3), il se présente comme un attaquant ayant un bel avenir devant lui. Disposant d'une marge de progression énorme, il est pris en charge par Claude Puel et son staff qui font de lui une vraie gâchette très redoutable pour les défenses adverses, puisque Peter termine 2e meilleur buteur (à égalité avec Fred) de Ligue 1 lors de la saison 2005-2006 avec 14 buts, derrière Pauleta qui a lui inscrit 21 unités.
Il est alors le meilleur buteur du championnat de France au temps de jeu en 2006, avec un but toutes les 100 minutes environ (8 des 14 buts qu'il a marqué en championnat ont été marqués lors des 11 dernières journées). Il ne poursuit sur cette lancée la saison suivante.
Lors du mercato 2007, il émet le souhait de quitter le LOSC et s'engage pour le Lokomotiv Moscou pour 7 millions d'euros, malgré des offres d'autres club de l'Est tels que Spartak Moscou, le Shakhtar Donetsk et le CSKA Moscou. Il joue 14 matchs (4 buts) et finit 7e du championnat russe 2007.
En août 2010, il signe pour deux saisons plus une en option chez le promu de la Ligue anglaise, West Bromwich Albion pour 3 millions d'euros.
Le 2 septembre 2013 il rejoint Cardiff City.
En janvier 2014, il signe en faveur de Stoke City.
Le 11 mars 2016, il est prêté à Bristol City .

## Carrière
| Saison           | Club                | Pays           | Championnat             | Championnat | Championnat | Championnat  | Championnat  | Europe | Europe | Europe |
| Saison           | Club                | Pays           | Division                | Matchs      | Buts        | Cartons      | Cartons      | Coupe  | Matchs | Buts   |
| ---------------- | ------------------- | -------------- | ----------------------- | ----------- | ----------- | ------------ | ------------ | ------ | ------ | ------ |
| Saison           | Club                | Pays           | Division                | Matchs      | Buts        | Carton jaune | Carton rouge | Coupe  | Matchs | Buts   |
| 1998 - 1999      | CSKA Moscou         | Russie         | Championnat             | 0           | 0           | 0            | 0            | /      | -      | -      |
| 1999 - 2000      | Bendel Insurance FC | Nigeria        | Nigerian Premier League | ?           | ?           | ?            | ?            | /      | -      | -      |
| 2000 - 2001      | Bendel Insurance FC | Nigeria        | Nigerian Premier League | ?           | ?           | ?            | ?            | /      | -      | -      |
| 2001 - 2002      | Bendel Insurance FC | Nigeria        | Nigerian Premier League | ?           | ?           | ?            | ?            | /      | -      | -      |
| 2002 - 2003      | RAA Louviéroise     | Belgique       | Jupiler League          | 14          | 2           | ?            | ?            | /      | -      | -      |
| 2003 - 2004      | RAA Louviéroise     | Belgique       | Jupiler League          | 27          | 5           | ?            | ?            | C3     | 2      | 1      |
| 2004 - 2004      | RAA Louviéroise     | Belgique       | Jupiler League          | 2           | 2           | ?            | ?            | /      | -      | -      |
| 2004 - 2005      | Lille OSC           | France         | Ligue 1                 | 20          | 4           | ?            | ?            | C3     | 4      | 0      |
| 2005 - 2006      | Lille OSC           | France         | Ligue 1                 | 26          | 14          | ?            | ?            | C1+C3  | 5+3    | 0+1    |
| 2006 - 2007      | Lille OSC           | France         | Ligue 1                 | 29          | 5           | 5            | ?            | C1     | 9      | 2      |
| 2007             | Lokomotiv Moscou    | Russie         | Championnat             | 14          | 4           | ?            | ?            | C3     | 5      | 2      |
| 2008             | Lokomotiv Moscou    | Russie         | Championnat             | 26          | 10          | 4            | ?            | -      | -      | -      |
| 2009             | Lokomotiv Moscou    | Russie         | Championnat             | 35          | 8           | 6            | 3            | -      | -      | -      |
| 2010 - 2011      | WBA                 | Angleterre     | Premier League          | 32          | 15          | 3            | 0            | -      | -      | -      |
| 2011 - 2012      | WBA                 | Angleterre     | Premier League          | 29          | 10          | 2            | 0            | -      | -      | -      |
| 2012 - 2013      | WBA                 | Angleterre     | Premier League          | 25          | 5           |              |              | -      | -      | -      |
| 2013 - Janv 2014 | Cardiff City        | Pays de Galles | Premier League          | 13          | 1           |              |              | -      | -      | -      |
| Janv 2014 - 2014 | Stoke City          | Angleterre     | Premier League          | 9           | 5           |              |              | -      | -      | -      |

## Palmarès

### En club
- Vainqueur de la Coupe de Belgique en 2003 (RAA Louviéroise).

### International
- 2004 :  troisième de la Coupe d'Afrique des nations ( Nigeria).
- 2006 :  troisième de la Coupe d'Afrique des nations ( Nigeria).
- 2008 :  médaille d'argent aux JO de Pékin 2008 ( Nigeria olympique).
- 2010 :  troisième de la Coupe d'Afrique des nations ( Nigeria).

### Distinctions personnelles
- Joueur du mois du championnat d'Angleterre de football en septembre 2010, avril 2011 et février 2012.